# Híd (folyóirat)
Híd címen több folyóirat is megjelent a 20. század folyamán Magyarországon és Jugoszlávia magyarok által is lakott vidékein, a 21. században Magyarországon egy evangélikus magazin létezik, a szerbiai Újvidéken ma is megjelenik az 1934-ben indított Híd.

## Híd (1934-1941, 1945-)
Híd jugoszláviai, majd szerbiai magyar irodalmi, művészeti és társadalomtudományi folyóirat. Székhelye: Szabadka, majd 1947-től Újvidék. Periodicitás: változó, utóbb havonként. ISSN 0350-9079
Az 1934-ben induló Híd az ifjúsági mozgalmak lapja volt, majd 1938-tól a jugoszláviai kommunista párt által irányított marxista folyóirat. Hasábjain nagy teret kapott a szociográfiai irodalom, a riportok, a munkáslevelezők beszámolói, az úgynevezett valóságirodalom. A lapot 1934–1941 közt szerkesztette Lévay Endre (1934–1936), Simokovich Rókus (1936–1937), Mayer Ottmár (1937–1941). 1939–40-ben a folyóirat szerkesztője Híd könyvtár címen irodalmi és társadalomtudományi füzetsorozatot adott közre. A második világháborúban Jugoszlávia megszállása idején a lapot betiltották, a szerkesztőket és a szerkesztőbizottság több tagját elfogták és kivégezték, a lap szünetelt 1945. októberig.
Az 1945. október–novemberi összevont számmal újra induló lap az egész jugoszláviai magyar irodalom orgánuma lett, s ápolta a magyar irodalmi hagyományokat, s próbálta elősegíteni a Jugoszláviában élő nemzetiségek irodalmának és kultúrájának kölcsönös megismerését. A második világháború után újraindított Híd szerkesztő voltak:
- Steinfeld Sándor (1945–1948)
- Olajos Mihály (1948–1950)
- Ernyes György (1951)
- Majtényi Mihály (1951–1955)
- Herceg János (1955–1957)
- Major Nándor (1957–1962)
- Papp József (1963–1964)
- Ács Károly (1965–1975)
- Bányai János (1976–1984)
- Bori Imre (1984–2004/5-6. sz.)
- Szerkesztőbizottság: Bordás Győző és Buzás Márta (2004/5–6–2004/12)
- Gerold László (2005–2008)
- Faragó Kornélia (2009–2016)
- Patócs László (2017–2020)[3]
- Berényi Emőke (2020– )

Majtényi Mihály szerkesztése idején vált a lap irodalmi lappá, sok fiatal tehetség jelentkezett írásaival, köztük Bori Imre, Fehér Ferenc, Juhász Géza, Major Nándor, Németh István. 1959-ben megalapították a Híd Irodalmi Díjat. Az 1960-as években politikai okok miatt háttérbe szorított magyarországi írók műveit is közreadták, például Weöres Sándor, Déry Tibor, Mándy Iván, Mészöly Miklós, Tandori Dezső írásait. A lap helyt adott és ad a modern stílusirányoknak, népszerű a Kárpát-medencei magyarság körében.
A délszláv háború (1991–1995) és Jugoszlávia szétesése mind a folyóirat megjelentetésében és terjesztésében le nem győzhető akadályokat is jelentett. A 2000-es évek közepétől kezdett újra normalizálódni a folyóirat kiadása és terjesztése. Az utóbbi évtizedben is jeles magyarországi irodalmárok is kapnak benne publicitást, például Kibédi Varga Áron, Konrád György, Lengyel András, Sándor Iván, Tandori Dezső.

## Híd (1940-1944)
Híd irodalmi, művészeti, tudományos és társadalmi képes hetilap 1940. szeptember 6. – 1944. szeptember 15. közt. Székhely: Budapest.
A lap irányvonala németellenes és angolszász orientációjú, főszerkesztői Zilahy Lajos és Kállay Miklós voltak, munkatársakat a polgári, a népi és a szocialista írói csoportokból fogadott. Főmunkatársak voltak a lapnál Kodolányi János, Móricz Zsigmond, Németh László és Tamási Áron. További jeles szerzők kaptak helyet a lap hasábjain, köztük Darvas József, Féja Géza, Illés Endre, Illyés Gyula, Hunyady Sándor, Jékely Zoltán, Karácsony Sándor, Kassák Lajos, Kolozsvári Grandpierre Emil, Mándy Iván, Márai Sándor, Nagy Lajos, Cs. Szabó László, Tersánszky Józsi Jenő, Veres Péter.

## Híd (2005-)
Híd evangélikus magazin 2005 óta jelenik meg havonként. Székhely: Budapest, Evangélikus Missziói Központ. ISSN 1419-1563

## Repertóriumok
- Pató Imre: A Híd repertóriuma (1934-1941). Újvidék, 1976. 270 p.
- A Híd repertóriuma, 1976-2001 : [irodalom, művészet, társadalomtudomány] / Kiss Gusztáv, Farkas Attila ; [a bev. írta. ... Csáky S. Piroska]. Újvidék : Forum, 2005. 638 p.